# التقسيم الإداري في كمبوديا

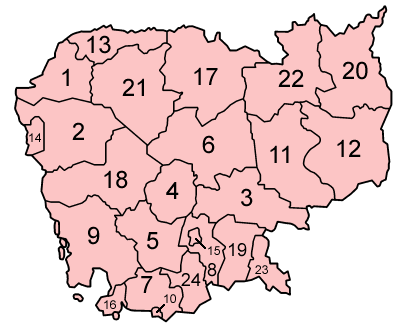

التقسيمات الإدارية في كمبوديا تنقسم في المُستوى الإداري الأول إلى 24 محافظة (بالخميرية: ខេត្ត خيت) إضافةً إلى العاصمة بنوم بنه.
وفي كل محافظة يحتوي على عدد من المديريات (بالخميرية: ស្រុក سروك) يُقدر عددها 159 مديرية مُوزعة على الأقاليم وهو المُستوى الإداري الثاني، إضافةً إلى 12 مديرية في محافظة العاصمة تُسمى في كمبوديا خان (بالخميرية: ខណ្ឌ)، حيث في كمبوديا لا يتم وصف مناطق العاصمة ومناطق المحافظات الأخرى بذات الوصف، بل يتم التمييز بينهم.
وفي كل مديرية يوجد عددٌ من البلديات (بالخميرية: ឃុំ خم) وهي المُستوى الإداري الثالث، وتنقسم البلديات إلى قرى (بالخميرية: ភូមិ بوم).
في العاصمة بنوم بنه تسمى المديريات بخان (بالخميرية: ខណ្ឌ)، وتسمى فروعها بسانغكات (بالخميرية: សង្កាត់) التي هي أصغر في المحافظات الأخرى. وتنقسم السانغكات إلى المزيد من بوم (بالخميرية: ភូមិ)، التي تُترجم عادةُ بالقرى.
وبالإضافة إلى هذه التقسيمات، فإن هناك أيضاً مدن وبلدات تولت إدارتها بعض المسؤوليات من المقاطعات والبلديات في الدولة من قبل البلدية المشمولة.